# Calomyscus hotsoni
Calomyscus hotsoni är en däggdjursart som beskrevs av Thomas 1920. Calomyscus hotsoni ingår i släktet mushamstrar, och familjen hamsterartade gnagare. IUCN kategoriserar arten globalt som livskraftig. Inga underarter finns listade i Catalogue of Life.
Arten når en kroppslängd (huvud och bål) av 67 till 85 mm, en svanslängd av 73 till 90 mm och en vikt av 14 till 25 g. Den har 16 till 20 mm långa bakfötter och 12 till 20mm stora öron. Djurets päls är tanfärgad men den är mörkare än hos alla andra mushamstrar på grund av svarta hårspetsar på ryggen. Små avvikande detaljer i kraniets konstruktion skiljer arten från andra släktmedlemmar. En liten tofs vid svansens spets finns likaså.
Denna gnagare förekommer i sydöstra Iran och västra Pakistan. Arten når i bergstrakter nästan 1900 meter över havet. Habitatet utgörs av torra landskap eller bergstrakter med glest fördelade träd och buskar.
Födan utgörs främst av frön från fikon och från Pistacia atlantica. Individerna lever i underjordiska bon som ibland delas med Meriones persicus. Exemplar i fångenskap var inte aggressiva mot varandra. Dräktiga honor och honor med aktiva spenar registrerades i maj och juni.